# Попельня (посёлок, Житомирская область)
Попе́льня (укр. Попільня) — посёлок, районный центр Попельнянской поселковой общины Житомирской области Украины.

## История
Селение возникло в 1860-е годы в связи со строительством железнодорожной линии Фастов — Казатин.
В 1902 году село Попельня было волостным центром Попелянской волости Сквирского уезда Киевской губернии, здесь насчитывалось 218 домов и 1761 житель, действовали Николаевская церковь, церковно-приходская школа и ветряная мельница. В одной версте от села находилась железнодорожная станция Попельня (20 домов и 101 житель).
В конце января 1918 года здесь была установлена Советская власть, но в конце февраля 1918 года селение оккупировали наступавшие немецкие войска, в дальнейшем в ходе гражданской войны власть несколько раз менялась.
15 сентября 1919 года Попельню заняла 58-я стрелковая дивизия РККА, но вплоть до декабря 1919 года селение находилось в зоне боевых действий.
В ходе советско-польской войны 27 апреля 1920 года Попельня была захвачена наступавшими польскими войсками, но 5 июня 1920 года 1-я Конная армия РККА перешла в наступление на житомирском направлении, 6 июня 1920 года части 14-й кавалерийской дивизии РККА разгромили находившиеся здесь польские части и Советская власть была восстановлена. К этому времени в селе насчитывалось 30 домов и около 300 человек населения.
В 1923 году Попельня стала районным центром.
В 1930 году началось издание районной газеты.
В начале 1931 года здесь была создана Попельнянская МТС, в 1935 году — радиоузел и Дом культуры.
20 октября 1938 года Попельня стала посёлком городского типа, в это время здесь проживали 1700 человек.
После начала Великой Отечественной войны в Попельне был сформирован истребительный батальон из 360 человек, кроме того, жители посёлка участвовали в строительстве укреплений.
В ночь с 12 на 13 июля 1941 года в район Попельни был выдвинут сводный отряд в составе 94-го пограничного отряда и 6-го мотострелкового полка внутренних войск НКВД (всего около 1200 человек, три 76,2-мм орудия, два лёгких танка БТ-7 и учебный танк с пулемётным вооружением), оборудовавший здесь оборонительный рубеж, перекрывший Житомирское шоссе и железную дорогу. На следующий день отряд вступил в бой с наступавшей мотомеханизированной колонной 9-й танковой дивизии вермахта, сражение на этой позиции продолжалось до полудня 14 июля 1941 года, после чего советские войска, разделившись на несколько групп, начали отходить на восток. 14 июля 1941 посёлок был оккупирован немецкими войсками.
В ноябре 1941 года здесь начал действовать подпольный комитет КП(б)У из 15 человек. В феврале 1942 года подпольщики организовали крушение немецкого эшелона на перегоне Фастов — Унава (в результате которой было нарушено движение по железнодорожной линии и разбиты 7 вагонов), в марте 1942 года начали готовить крупную диверсию на железнодорожной станции (в ходе которой планировали взорвать нефтебазу, стрелочные переводы и находившийся на станции склад боеприпасов), но были выявлены и расстреляны.
После того, как передовые части советских войск достигли Фастова, Ставка ВГК поставила войскам 1-го Украинского фронта приостановить наступление в центре фронта, усилить левый фланг 38-й армии РККА на участке Фастов, Триполье и не допустить прорыва фронта при переходе противника в наступление на киевском направлении. После окончания перегруппировки войск и подхода 1-й гвардейской армии и 25-го танкового корпуса следующей основной задачей фронта должен был стать разгром белоцерковской группировки и овладение Попельней, Белой Церковью и Кагарлыком. Первыми к Попельне вышли военнослужащие 71-й механизированной бригады, 10 ноября 1943 года Попельня была освобождена советскими войсками.
В конце января 1944 года в посёлке была восстановлена медицинская амбулатория, в феврале 1944 года открыта семилетняя школа.
В соответствии с четвёртым пятилетним планом восстановления и развития народного хозяйства СССР посёлок был восстановлен, в 1955 году здесь действовали средняя школа, Дом культуры и две библиотеки.
В 1960 году в Попельне был создан молокозавод, в 1965 году — открыто АТП, в 1966 году — введён в эксплуатацию Попельнянский консервный завод.
По состоянию на начало 1975 года основой экономики посёлка являлись консервный завод, молочный завод и комбикормовый завод.
В 1982 году численность населения составляла 5,4 тыс. человек, здесь действовали консервный завод, молочный завод, щебёночный карьер, райсельхозтехника, райсельхозхимия, межколхозная строительная организация, комбинат бытового обслуживания, средняя школа, музыкальная школа, больница, Дом культуры, кинотеатр и две библиотеки.
В мае 1995 года Кабинет министров Украины утвердил решение о приватизации находившихся в посёлке АТП-11839, райсельхозтехники и райсельхозхимии.
Здесь находится военный городок в/ч 1490 ГПСУ.

## Население
В 1959 году численность населения составляла 2631 человек.
В январе 1989 года численность населения составляла 6238 человек.
В 2013 году численность населения составляла 6006 человек.

### Языковой состав
Родной язык населения по данным переписи 2001 года:
| Язык       | Численность, чел. | Доля     |
| ---------- | ----------------- | -------- |
| Украинский | 5 912             | 96,78 %  |
| Русский    | 159               | 2,60 %   |
| Другие     | 38                | 0,62 %   |
| Итого      | 6 109             | 100,00 % |

## Экономика
- Попельнянское хлебоприёмное предприятие[18]

## Транспорт
Железнодорожная станция Попельня на линии Фастов — Казатин Юго-Западной железной дороги.